# La Chapelle-en-Serval
La Chapelle-en-Serval je francouzská obec v departementu Oise v regionu Hauts-de-France. V roce 2010 zde žilo 2 914 obyvatel.

## Vývoj počtu obyvatel
Počet obyvatel 